# Sarvepalli Radhakrišnan
Sarvepalli Radhakrišnan, indijski filozof, pedagog in državnik, predsednik Republike Indije od 1962 do 1967, * 5. september 1888, Tiruttani, Tamil Nadu, Indija, † 17. april 1975, Madras (danes Chennai), Tamil Nadu. 
Velja za enega najvplivnejših indijskih intelektualcev 20. stoletja, ki je uveljlavil medkulturno primerjavo filozofskih sistemov indijske in zahodne filozofije. Njegovo versko prepričanje je izhajalo iz večtisočletne tradicije hinduizma, ki ga je poskusil na novo ovrednotiti s spoznanji zahodne filozofije. Njegovo najbolj poznano delo, s katerim se je tudi uveljavil, je »Indijska filozofija«, ki jo je od leta 1923 do 1927 napisal v dveh knjigah. Pomembni so tudi ostali njegovi prevodi in komentarji klasičnih del indijske filozofije. 
Poleg akademske je mogoče še bolj pomembna njegova politična kariera. V letih od 1949 do 1952 je bil ambasador v Sovjetski zvezi. Po vrnitvi iz Moskve je bil najprej izvoljen za prvega podpredsednika Indije in natanko desetletje kasneje še za predsednika Indije. Njegova intelektualna ustvarjalnost je bila vseskozi neločljivo povezana s potrebo po reformiranju indijske družbe s kulturno kot tudi politično osamosvojitvo od britanske kolonialne vladavine.
Na njegov rojstni dan, ki je petega septembra, se v Indiji obeležuje Dan učiteljev. 

## Otroštvo in mladost
O njegovem otroštvu in mladosti je malo znanega. Rojen je bil v brahmanski svečeniški družini v manjšem hindujskem romarskem središču Tirutani. Verjetno je od staršev dobil zgodnjo izobrazbo v vedskih besedilih in posebej smartha tradiciji bhakti čaščenja, ki je tesno povezana s teološko-filozofskim sistemom enega največjih indijskih duhovnih mislecev iz 9. stoletja Adi Šankarje. Leta 1896 je začel obiskovati luteransko misijonarsko šolo v bližnjem večjem romarskem in upravnem pokrajinskem središču Tirupati. Na tej šoli se je seznanil s krščansko filozofijo in teologijo, medtem ko so se v bližini odvijale tempeljske dejavnosti hinduističnih pobožnih romarjev, bhakti častilcev. Podobnosti med oblikami pobožnosti in intimnega doživljanja numinoznega med krščanstvom in hinduizmom so nanj gotovo napravile vtis.
V letih od 1900 do 1904 je obiskoval ameriško prezbiterijansko misijonsko šolo v zgodovinskem mestu Vellore, kjer je kljub temu, da se je čutil kulturno cenzuriranega, spoštoval in cenil trud misijona pri opravljanju humanitarne dejavnosti v lokalnem okolju. Med šolanjem v Velloreju se je star 16 let poročil. Zakon je prinesel šest otrok in trajal 51 let, vse do smrti njegove žene.
Star 17 let je izobraževanje nadaljeval na protestantskem kolidžu v Madrasu, kjer se je seznanil s tradicijo zahodne filozofije, od klasične grške filozofije Platona in Aristotela do novoveških filozofov Spinoze, Kanta, Leibniza in takrat modernega utilitarizma J. S. Milla ter družbenega evolucionizma H. Spencerja. Verjetno se je seznanil tudi z delovanjem teozofov, ki so odkrivali indijsko duhovno tradicijo in jo posredovali zahodu. Gotovo pa je bil kakor širša indijska intelektualna javnost seznanjen z govorom Vivekanande na Svetovnem parlamentu religij, ki je v svetu spodbudil zanimanje za indijsko filozofijo, doma pa spodbudil nacionalni ponos na indijsko kulturno zgodovino. Iritiran od kritik hinduizma svojih krščanskih mentorjev si je zadal nalogo, da ugotovi, kaj »je v hinduizmu živega in kaj mrtvega«, da bi spodbil svoje kritike, ki so trdili, da Vede in tudi Vedanta nimajo nobene filozofske vrednosti. Na kolidžu je leta 1906 z odliko magistriral s temo pomena etike v Vedanti.

## Filozofska kariera
Radhakrišnan ni vnaprej načrtoval akademske kariere in vseživljenjskega filozofskega ustvarjanja. Po magisteriju je zapadel v finančne težave, na kar je bil na posredovanje učiteljev kolidža začasno rešen finančnih težav z učiteljsko službo na drugem, pod kolonialno upravo vodenem kolidžu v Madrasu. S svojo razgledanostjo mu je uspelo pridobiti zaupanje kolegov, sam pa je razširil in poglobil svojo izobrazbo ter tako izkoristil bogato založeno knjižnico učilišča. Predaval je evropsko filozofijo, psihologijo in se zanimal za etiko, epistemologijo in logiko. Prav tako se je šele takrat naučil sanskrta. Najprej je začel objavljati članke v indijskih univerzitetnih glasilih, vendar se je zelo trudil, da bi prodrl v kakšno mednarodno filozosko revijo. To mu je leta 1911 uspelo z objavo članka »Etika v Bhagavadgiti in pri Kantu« v The International Journal of Ethics.
V letih od 1914 do 1917 je bilo krajše obdobje negotovosti, saj je izgubil stolico v Madrasu. Zaradi vojne namreč ni mogel na študij v Evropo, prav tako pa so bila močno skrčena finančna sredstva, ki niso imela kakšnega vojaškega pomena. Leta 1918 je bil naposled izbran za profesorja filozofije na Univerzi v Mysoreju na jugu Indije. Po številnih člankih, ki jih je objavljal v mednarodnih filozofskih revijah, je v tem letu napisal svojo prvo knjigo »Filozofija Rabindranatha Tagoreja« (The Philosophy of Rabindranath Tagore). Med obema je kasneje sicer obstajalo vzajemno spoštovanje, čeprav se nista nikoli srečala. 
Leta 1921 mu je bila ponujena profesura na katedri za filozofijo na Univerzi v Kalkuti, najstarejši in najuglednejši britanski univerzi v Indiji. Osamitev v tem popolnoma drugačnem kulturnem okolju mu je omogočila, da je skoraj ves svoj čas usmeril v dokončanje projekta predstavitve indijske filozofije v dveh delih. Prva poglavja je začel pisati že, ko je poučeval v Mysoreju. Po objavi dveh del »Indijske filozofije« in dela »Filozofija upanišad«  leta 1923 je njegov ugled močno narastel doma in po svetu. Na podlagi gostujočih predavanj na Univerzi v Oxfordu leta 1927 je nastalo delo »Hinduistični življenjski nazor« in dve leti kasneje, ko je prav tako predaval, še »Idealistični življenjski nazor«. Deli veljata za zreli prikaz avtorjeve filozofije.
Leta 1926 je zastopal Univerzo v Kalkuti na dveh mednarodnih akademskih dogodkih: na Kongresu univerz Britanskega imperija in na Mednarodnem kongresu filozofije, ki se je odvijal na Univerzi Harvard v Bostonu, je zastopal Univerzo v Kalkuti. Leta 1931 je bil povzdignjen v viteza, čeprav naziva Sir kasneje ni uporabljal. Po nekajletnem sodelovanju pri ustanavljanju nove univerze v zvezni državi Andra Pradeš je leta 1936 prejel povabilo za predavatelja na katedri za vzhodne religije in etiko na Univerzi Oxford (Manchester College), kjer je poučeval tri leta. Na podlagi oxfordskih predavanj je izdal delo »Vzhodne religije in zahodna misel« (1939), v katerem obravnava primerjalno zgodovino religij. V tem obdobju je bil izbran za člana prestižnega oxfordskega kolidža All Souls. Poleg strokovnega na Univerzi v Oxfordu je leta 1939 prevzel še rektorsko vodenje hindujske Univerze v Benaresu v Indiji, kjer je poučeval vse do leta 1948. Med vojno se je edino leta 1944 odpravil na Kitajsko, kjer je predaval. Prva leta indijske neodvisnosti je sodeloval pri državnih visokošolskih projektih, ki so postavili standarde in smernice univerzitetnega izobraževanja v novo nastali državi. Hkrati je še vodil indijsko delegacijo za organizacijo UNESCO in še vedno imel v veljavi dolžnosti predavatelja na Oxfordu. V letih od 1952 do 1954 je predsedoval Generalni konferenci UNESCO.

## Politična kariera
Leta 1949 ga je indijski predsednik vlade Džavaharlal Nehru napotil za ambasadorja v Sovjetsko zvezo, kjer je naslednja tri leta vodil veleposlaništvo. Kljub številnim diplomatskim obveznostim mu je ostal čas za prevod Upanišad, ki jih je dopolnil z obširnimi komentarji, prav tako pa je objavljal številne članke v strokovnih primerjalno religioloških revijah, prispevke za zbornike in članke v enciklopedijah. Med političnim delovanjem je objavil prevode klasičnih indijskih del Bhagavad-gita, Dhammapada in Brahma Sutra.
Po vrnitvi iz Moskve je bil izbran za podpredsednika Indije, kar je ostal 10 let do leta 1962, ko je bil izvoljen za predsednika Indije. Kljub hudim političnim krizam in trenjem s sosednjima državama Pakistanom in Kitajsko si je vseskozi prizadeval za mednarodno sodelovanje in strpnost. 
Leta 1967 se je umaknil iz javnega življenja, čeprav je še naprej objavljal, in preostanek življenja preživel v Madrasu. Umrl je 17. aprila 1975.

## Most med filozofijami
Radhakrišnanovo filozofsko izhodišče lahko umestimo v neohinduistično interpretacijo srednjeveške šole advaita vedanta, ali v prevodu ne-dualistična vedanta, ki izhaja iz filozofsko idealistične in  monistične oziroma ne-dualistične interpretacije absolutne realnosti Brahmana. Komentiranje klasičnih hinduističnih filozofov ter besedil je smatral za nesmiselno, če le-to ne sledi izzivom sodobnosti, ki na novo postavlja izzive indijski kulturni tradiciji. V delu »Hinduistični življenjski nazor« se tako izrazi: "Svete knjige iz zgodnjih obdobij ne morejo dati odgovorov na probleme našega časa. Veliki predstavniki indijske kulture so bili ljudje v gibanju, nenehno v drznih podvigih. Zatorej ne moremo zvesto slediti njihovemu duhu, če zaostanemo za časom v svetu nenehnega gibanja in nadaljujemo s sedenjem ter prepevanjem prastarih himen.". V tem smislu je Radhakrišnan predvidel potrebo po širši duhovni in intelektualni reformi indijske družbe, ki so ji takrat vladali britanski kolonizatorji, s sklicevanjem na bogato indijsko kulturno zgodovino, ki jo primerja z evropsko in jo po njegovem mnenju v marsičem presega. Vendar kljub vsemu, ko gre za oblike religioznega čaščenja znotraj tradicije hinduizma, postavlja v ospredje čaščenje Absoluta-Brahmana, ostale oblike čaščenja pa postavlja v položaj manjše pomembnosti. 
Izobražen tako v indijski kot v zahodni filozofiji je zmogel napor preseči predsodke, ki so jih imeli zagovorniki obeh filozofskih tradicij drug do drugega. V primerjavi med zahodno in indijsko filozofijo je razmeroma v ospredju (pre)moč idealistične interpretacije realnosti, ki jo zagovarja advaita vedanta skupaj s prvimi viri monističnega idealizma v Upanišadah. Ostali filozofski sistemi, tako zahodni kot vzhodni, so pri Radhakrišnanu potisnjeni v podrejen, neavtonomen položaj. 
Radhakrišnanov prispevek je k medkulturnemu dialogu navkljub hinduističnim izhodiščem in vztrajnemu poudarjanju hindujske tradicije pomembnosti velik. Njegova dela so napisana po akademsko veljavnih standardih, kar dokazujejo njegova predavanja na uglednih izobraževalnih ustanovah in številni objavljeni strokovni članki v religioloških publikacijah. S približanjem dveh filozofskih tradicij, ki sta se skozi zgodovino večinoma ločeno razvijali več tisoč kilometrov vsaka sebi, si je pridobil sloves graditelja mostov med Vzhodom in Zahodom.

## Dela[25]
Radhakrišnanov opus je izjemno obsežen. Predstavljamo zgolj izbor nekaterih pomembnejših knjižnih monografij:
- »Indijska filozofija I-II« (Indian Philosophy), 1923-27;
- »Filozofija upanišad« (The Philosophy of the Upanishads), 1923;
- »Hinduistični življenjski nazor« (The Hindu Wiev of Life), 1927;
- »Idealistični življenjski nazor« (An Idealist Wiev of Life), 1927;
- »Kalki, ali o prihodnosti civilizacije« (Kaliki, or the Future of Civilisation), 1929;
- »Svoboda in kultura« (Freedom and Culture), 1936;
- »Vzhodne religije in zahodna misel« (Eastern Religions and Western Thought), oxfordska predavanja, 1939;
- »Religija in družba« (Religion and Society), 1947;
- »Vzhod in Zahod: nekaj razmišljanj« (East and West: Some Reflections), 1955;